# Armida (Dvořák)
Armida è un'opera di Antonín Dvořák su libretto di Jaroslav Vrchlický. La storia ripercorre la vicenda della maga musulmana Armida, personaggio della Gerusalemme liberata di Torquato Tasso.